# El fin del mundo y antes del amanecer
El fin del mundo y antes del amanecer (世界の終わりと夜明け前 Sekai no Owari to Yoakemae?) es un manga de Inio Asano. Recopila historias cortas del autor publicadas en la revista Big Comic Spirits de Shōgakukan en un único volumen publicado el 30 de octubre de 2008. En España la obra fue publicada por Norma Editorial.